# Bobsleigh aux Jeux olympiques de 1932
Pour des articles plus généraux, voir Bobsleigh aux Jeux olympiques et Jeux olympiques d'hiver de 1932.
Navigation
Saint-Moritz 1928 Garmisch-Partenkirchen 1936
Bobsleigh aux Jeux olympiques de 1932 sur la piste de bobsleigh, luge et skeleton de Lake Placid.
À cause des températures trop élevées faisant fondre la piste, les courses de bobsleigh sont reportées et celles de bob à quatre sont même disputées après la cérémonie de clôture des Jeux.

## Podium
| Épreuve      | Médaille d'or                                                               | Médaille d'argent                                                                   | Médaille de bronze                                                             |
| ------------ | --------------------------------------------------------------------------- | ----------------------------------------------------------------------------------- | ------------------------------------------------------------------------------ |
| Bob à deux   | États-Unis John Stevens Curtis Stevens 8 min 14 s 74                        | Suisse Reto Capadrutt Oscar Geier 8 min 16 s 28                                     | États-Unis John Heaton Robert Minton 8 min 29 s 25                             |
| Bob à quatre | États-Unis Billy Fiske Edward Eagan Clifford Gray Jay O'Brien 7 min 53 s 68 | États-Unis Henry Homburger Percy Bryant Francis Stevens Edmund Horton 7 min 55 s 70 | Allemagne Hanns Kilian Max Ludwig Hans Mehlhhorn Sebastian Huber 8 min 00 s 74 |